# Lăzarea
Lăzarea là một xã thuộc hạt Harghita, România. Dân số thời điểm năm 2002 là 3607 người.